# Famille von Diringshofen
La  famille von Diringshofen (le plus souvent aussi Düringshofen) est une famille noble allemande d'origine bourgeoise .

## Origine et histoire

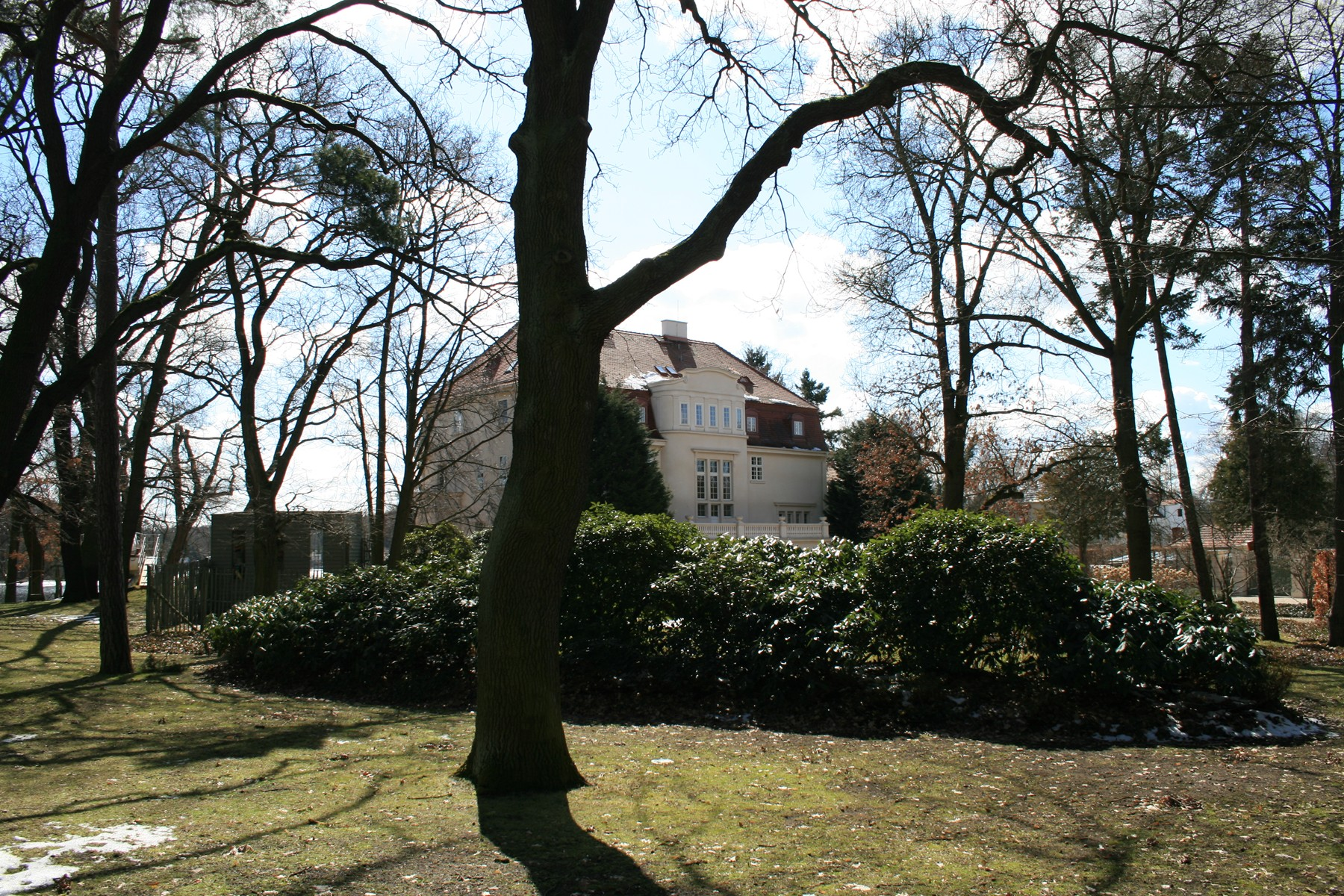
Villa von Diringshofen à Potsdam

La famille von Diringshofen porte à l'origine le vrai nom de Diring. Le 15 juillet 1495, Caspar Diringh reçoit une lettre d'armes de l'empereur Maximilien Ier à Worms. Le 23 avril 1649, Caspar Diring, citoyen et commerçant de Posen, reçoit une confirmation de noblesse chevaleresque avec l'ajout von Diringshofen, combiné à une amélioration des armoiries. Les deux lignées Nieder-Landin et Sabow descendent de ses fils, la première florissante peut-être encore au Brésil et la seconde en Allemagne
La famille s'installe en Prusse et possède depuis 1654 le domaine de Sabow dans l'arrondissement de Pyritz en Poméranie et, en tant que fidéicommissaire, le domaine de Passow y compris le fief de Vorwerk dans l'Uckermark, jusqu'au XXe siècle. Pour Johann Friedrich von Diringshofen (1734–1810), fidéicommissaire de Niederlandin et Passow, il y a une pierre tombale en forme de figurine en face du portail ouest de l'église du village de Niederlandin. Également influent, son plus jeune neveu, le conseiller de chevalerie de l'Uckermark et plus tard directeur de chevalerie  Friedrich von Diringshofen (1785–1853) possède le sous-domaine de Passower Pinnow.
En outre, la famille possède plus tard la Villa von Diringshofen (de), située dans le quartier Neufahrland de Potsdam, que le lieutenant-général Max von Diringshofen a fait construire comme maison de retraite en 1912, mais qui est acquise par le prince Frédéric-Sigismond de Prusse (de) en 1927.
Les plus jeunes fils de la famille servent principalement la couronne prussienne en tant que fonctionnaires et surtout officiers, plusieurs membres de la famille atteignant le grade de général. Le représentant le plus connu de la famille est le général de division prussien Bernhard Alexander von Düringshofen, chef du 24e régiment d'infanterie (de), qui porte temporairement son nom.
Les membres de la famille d'aujourd'hui s'appellent Diring von Diringshofen, contrairement à la forme diplômante du nom, qui n'est pas contestée par l'Autorité héraldique prussien à l'époque, et seulement von Diringshofen

## Blason

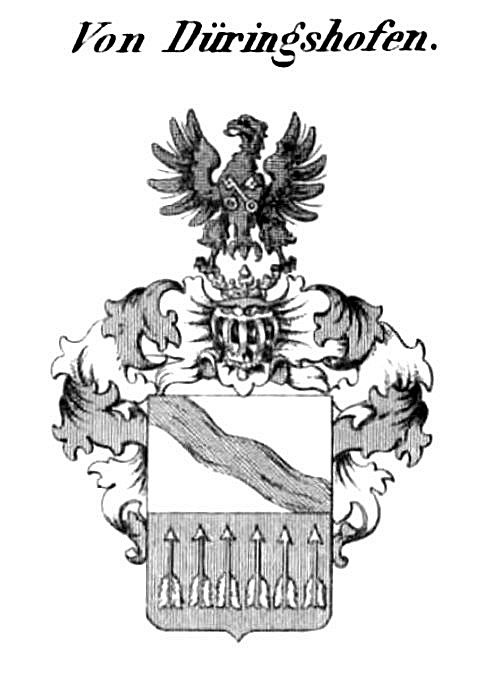
Armoiries familiales des armoiries de Tyroff de la monarchie prussienne

a) Armoiries de 1495 : Divisé, en haut en argent un ruisseau diagonal vert, en bas en rouge 6 flèches d'argent dressées côte à côte ; Sur le casque aux lambrequins rouge-argent un aigle noir, le coffre recouvert de 2 clés argentées inclinées vers le haut.
b) Armoiries de 1649 : Écartelé et recouvert d'un écu en cœur doré, à l'intérieur d'un aigle noir couronné, le coffre recouvert de 2 clés d'argent inclinées vers le haut ; 1 en argent un ruisseau diagonal vert, 2 et 3 en rouge sur une montagne verte à trois un lion d'or couronné d'or tourné vers l'intérieur avec une flèche d'argent verticale dans ses pattes, 4 en rouge 6 flèches d'argent verticales côte à côte, casque comme en 1495
c) Armoiries de Schmeling-Diringshofen voir famille von Schmeling (#Armoiries)

## Personnalités
- Kaspar Wilhelm von Düringshofen (de) (mort en 1743), colonel prussien et chef du régiment du pays de Magdebourg (de)
- Bernhard Alexander von Düringshofen (1714-1776), général de division prussien
- Karl von Diringshofen (1817-1890), lieutenant général prussien
- Ernst von Diringshofen (1859-1911), général de division prussien
- Max von Diringshofen (1855-1936), lieutenant général prussien
- Richard von Diringshofen (1858-1944), général de division prussien
- Max Rudolf Wilhelm von Diringshofen (1876-1959), lieutenant général allemand
- Heinz von Diringshofen (de) (1900-1967), professeur de médecine aérospatiale